# Mastif tybetański
Mastif tybetański (oryginalna nazwa do-khyi) – rasa psa zaliczana do grupy molosów w typie górskim, wyhodowana w Tybecie do zaganiania zwierząt i do stróżowania. Obecnie hodowany jest jako pies wystawowy, stróżujący i pies-towarzysz.

## Rys historyczny
Istnieje wiele spekulacji na temat pochodzenia i historii mastifa tybetańskiego dlatego, że Tybet był krajem pozostającym w dużej izolacji wobec innych kultur. Rodzima nazwa – do khyi – oznacza „trzymanego na uwięzi”. Oddaje ona użytkowość tego psa, który w nocy strzegł stad zwierząt hodowlanych i dobytku, a w ciągu dnia, musiał być wiązany u wejścia do namiotu. Starożytni autorzy (Arystoteles, Megastenes) przytaczają opisy „psów indyjskich” odpowiadające dogowi tybetańskiemu, który z górzystych rejonów Tybetu trafił do Indii. Stąd rozprzestrzenił się na tereny Persów i Asyryjczyków. Według opinii takich badaczy jak Croxton-Smith, Hauck lub Hancock nazwa mastif jest myląca, a oni sami nazwaliby go jako „tybetańskiego psa pasterskiego i owczarskiego”. Ze względu na funkcjonalność porównywali do khyi do takich górskich ras jak: kuwasz, berneński pies pasterski czy karabasz. Na przestrzeni wieków na terenach górzystych zarówno Azji, jak i Europy wyewoluowały podobne cechy fenotypowe dla wielu ras psów kształtujących się niezależnie od siebie. Selekcja osobników ras górskich odbywała się drogą naturalną (eliminacja osobników powstałych z chowu wsobnego posiadających trwałe defekty), jak i na skutek ingerencji człowieka (preferowane psy o konkretnym zestawie cech charakterologicznych i fizycznych). Stąd podobieństwo niektórych ras nie wynika z kontaktów cywilizacyjnych różnych kultur, lecz z podobnych warunków bytowania. To było powodem błędnych hipotez, np. że mastif tybetański jest przodkiem wszystkich psów dogowatych. Fascynacja ludzi z czasów starożytnych tym psem spowodowała, że był obiektem wielu prac artystycznych (rzeźb, wizerunków). To m.in. na ich podstawie naukowcy toczą współczesny spór na temat cech łączących do khyi z innymi psami molosowatymi.
Mastify tybetańskie dały początek większości europejskich mastifów. Trafiły do Europy w połowie XIX wieku, w okresie, gdy rasie groziło wyginięcie. Pierwsze jego hodowle podjęli hodowcy brytyjscy.

## Wygląd

### Budowa

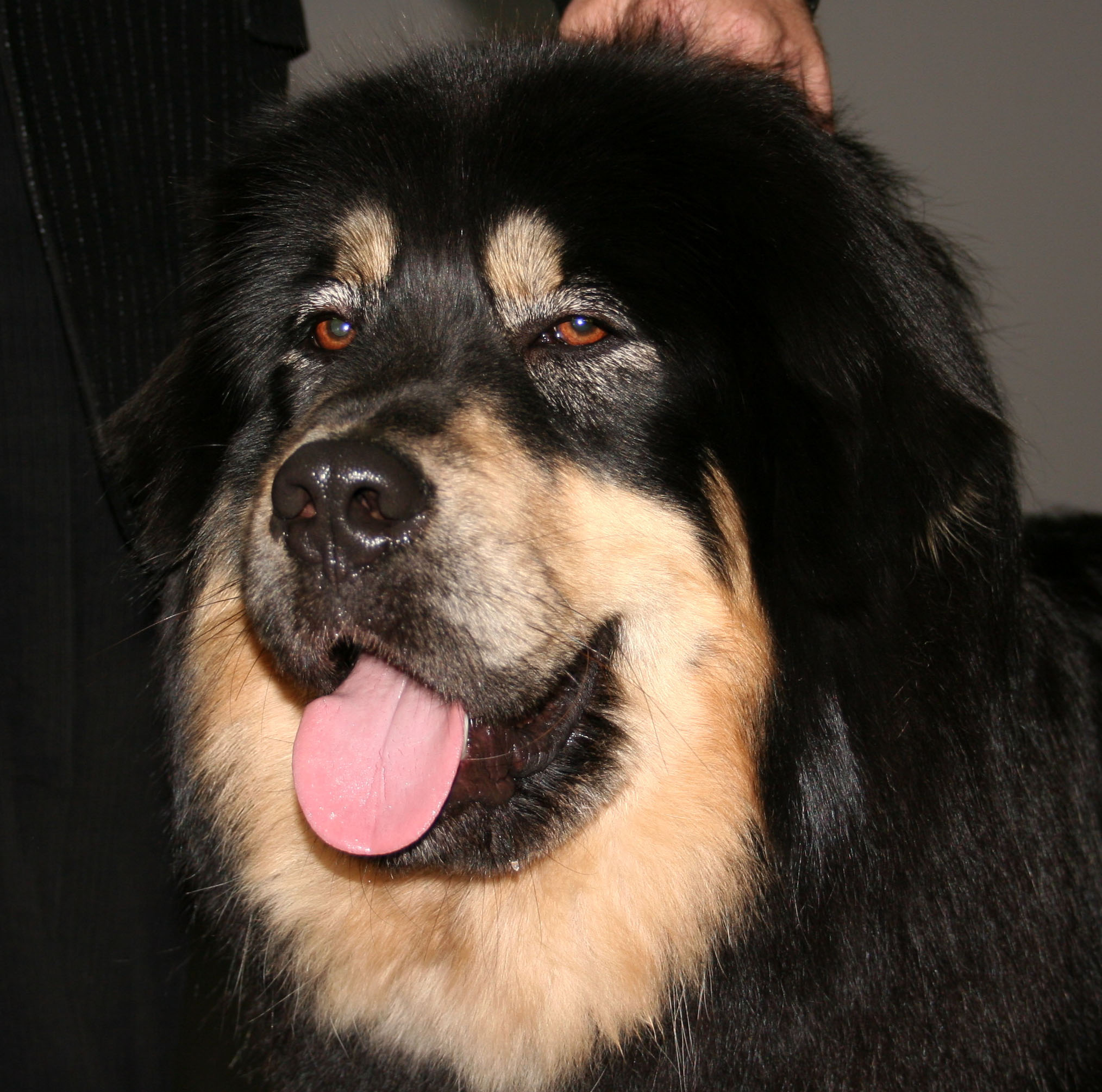
Głowa mastifa tybetańskiego z wyraźnie zaznaczonym płomieniem

- oczy brązowe, średniej wielkości, głęboko osadzone;
- uszy w kształcie serca, opadające;
- szyja silna, ze zwisającym podgardlem;
- tułów masywny;
- mocne kończyny o silnym kośćcu;
- ogon długi, zakręcony na zad.

### Szata
Włos długi, prosty, układający się w kryzę, puszysty na ogonie, podszerstek jest gęsty.

### Umaszczenie
Dopuszczalne umaszczenie od intensywnie czarnego, po podpalane i brązowe (złotobrązowe), także szare z podpalaniami. Wiele psów posiada znaczenia w barwie rudobrązowej nad oczyma, na klatce piersiowej i łapach, zwane "płomieniem".

## Zachowanie i charakter
Mastif tybetański jest psem o żywym temperamencie, z tendencją do dominacji. Należy od początku hodowli psa tej rasy postępować zdecydowanie i konsekwentnie, a mimo to po dłuższym okresie wychowywania może mieć skłonności np. do niepohamowanej chęci zabawy. Wykazuje czujność i odwagę w gospodarstwie domowym, nieufność wobec obcych. Osobniki żyjące w Tybecie są wychowywane na psy bardzo ostre w sygnalizowaniu i reagowaniu na niebezpieczeństwo, bądź na potencjalnych intruzów. Wynika to z występowania tam specyficznych warunków geograficznych i społecznych (duże odległości między domostwami, stosunkowo mała liczba sąsiadów i wysokie ryzyko grabieży ze strony grasujących band). W wyniku odpowiedniego wychowania pies ten może być psem spokojnym, chętnie dostosowującym się do poleceń, bez oznak agresji. Warunkiem udanego kontaktu z psem jest dobra znajomość i pełna akceptacja jego charakteru.

## Popularność w Polsce
Rasa mało rozpowszechniona, chociaż spotykana coraz częściej.

## Klasyfikacja FCI
W klasyfikacji FCI rasa ta została zaliczona do grupy II – Pinczery, sznaucery, molosy i szwajcarskie psy do bydła, sekcja 2.2 – Molosy typu górskiego. Nie podlega próbom pracy.

## Długość życia
Oczekiwana długość życia psów tej rasy wynosi około 11 lat.